# Labastide-d'Armagnac
Labastide-d'Armagnac é uma comuna francesa na região administrativa da Nova Aquitânia, no departamento Landes. Estende-se por uma área de 31,78 km². Em 2010 a comuna tinha 694 habitantes (densidade: 21,8 hab./km²).